# Alar Kotli
Alar Kotli, född 27 augusti 1904 i Väike-Maarja i dåvarande guvernementet Estland, död 4 oktober 1963 i Tallinn, var en estnisk arkitekt.

## Biografi
Kotli var son till en kyrkvärd och studerade från 1915 till 1922 vid gymnasiet i Rakvere. Han studerade därefter till skulptör vid konstkolan Pallas i Tartu och studerade matematik vid Tartu universitet. Från 1923 till 1927 studerade han arkitektur vid Tekniska högskolan i Danzig, där han sedan verkade ett år som assistent. Från 1930 till 1937 arbetade han inom olika ministerier i Estland innan han från 1937 till 1940 var ställföreträdande direktör vid det statliga byggföretaget Ehitaja och från 1941 till 1944 ledde han en avdelning där. 
Efter den sovjetiska återockupationen under andra världskriget var Kotli verksam från 1944 till 1958 inom det statliga byggföretaget Estonprojekt, från 1955 som chefsarkitekt. 1945 blev han en av grundarna till Estniska SSR:s arkitektförbund, där han var ordförande till 1950. Från 1955 till 1963 var han vice ordförande. Från 1961 till 1963 innehade han professuren för arkitektur vid Estniska SSR:s statliga konstinstitut. 
Kotli var den mest kände arkitekten i Estland i sin generation. Han utnämndes till förtjänstfull konstnär inom Estniska SSR 1947 och erhöll postumt Estniska SSR:s statliga pris 1965. Han avled 1963 och ligger begravd på Tallinns skogskyrkogård.

## Verk i urval
- Mõisaküla kyrka (1933)

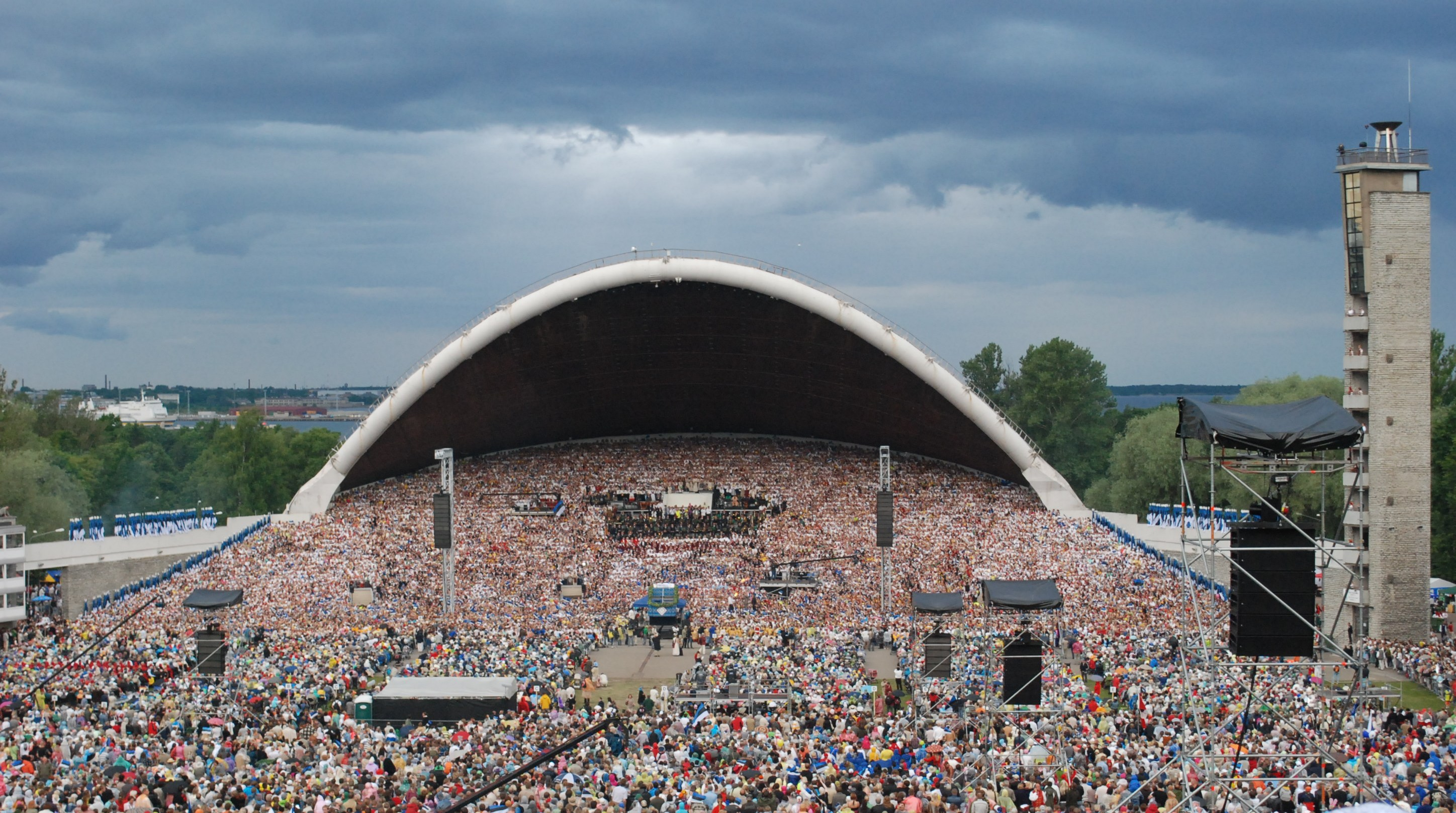
Sångarfältet i Tallinn.

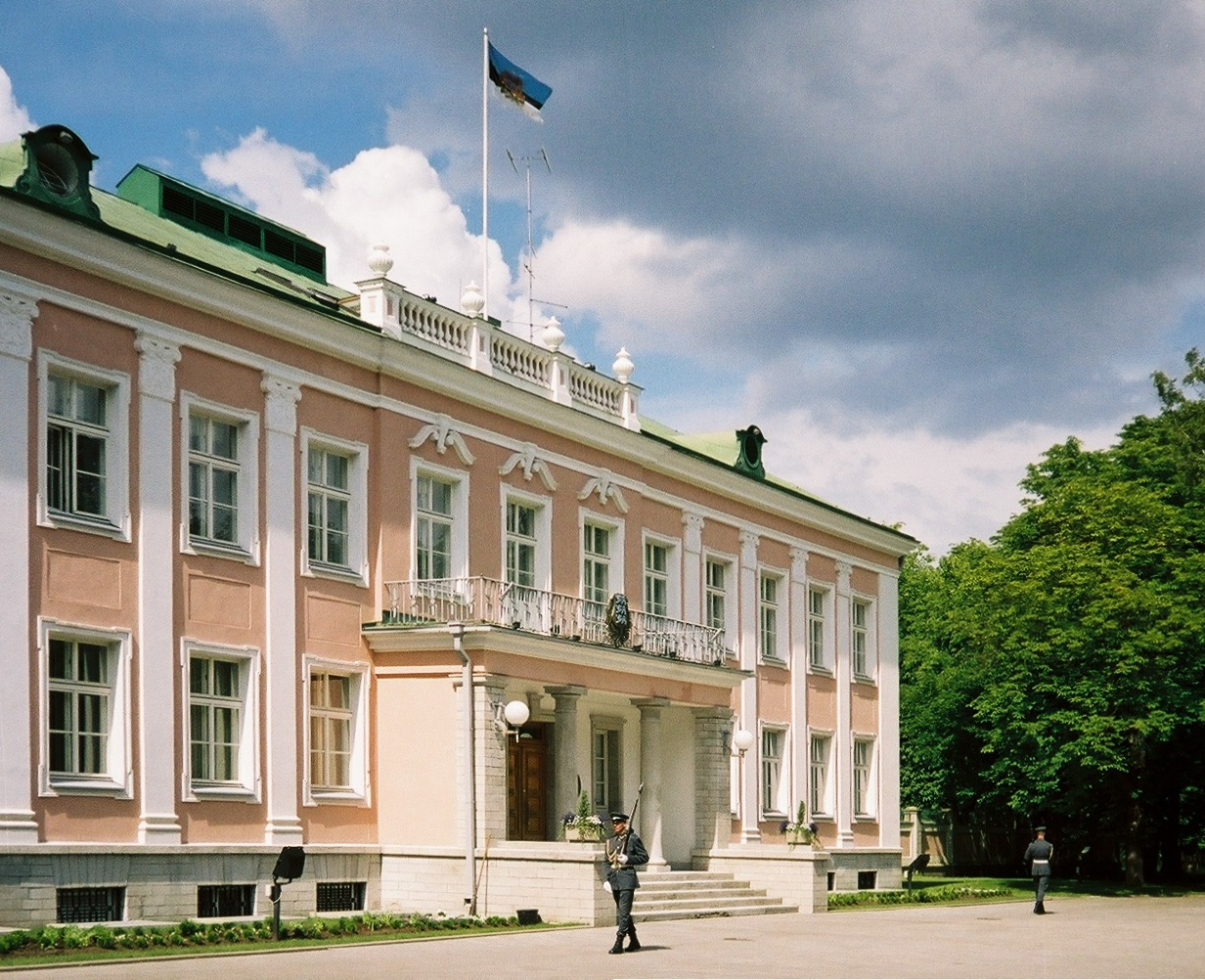
Estlands presidents residens vid Kadriorgs slott.

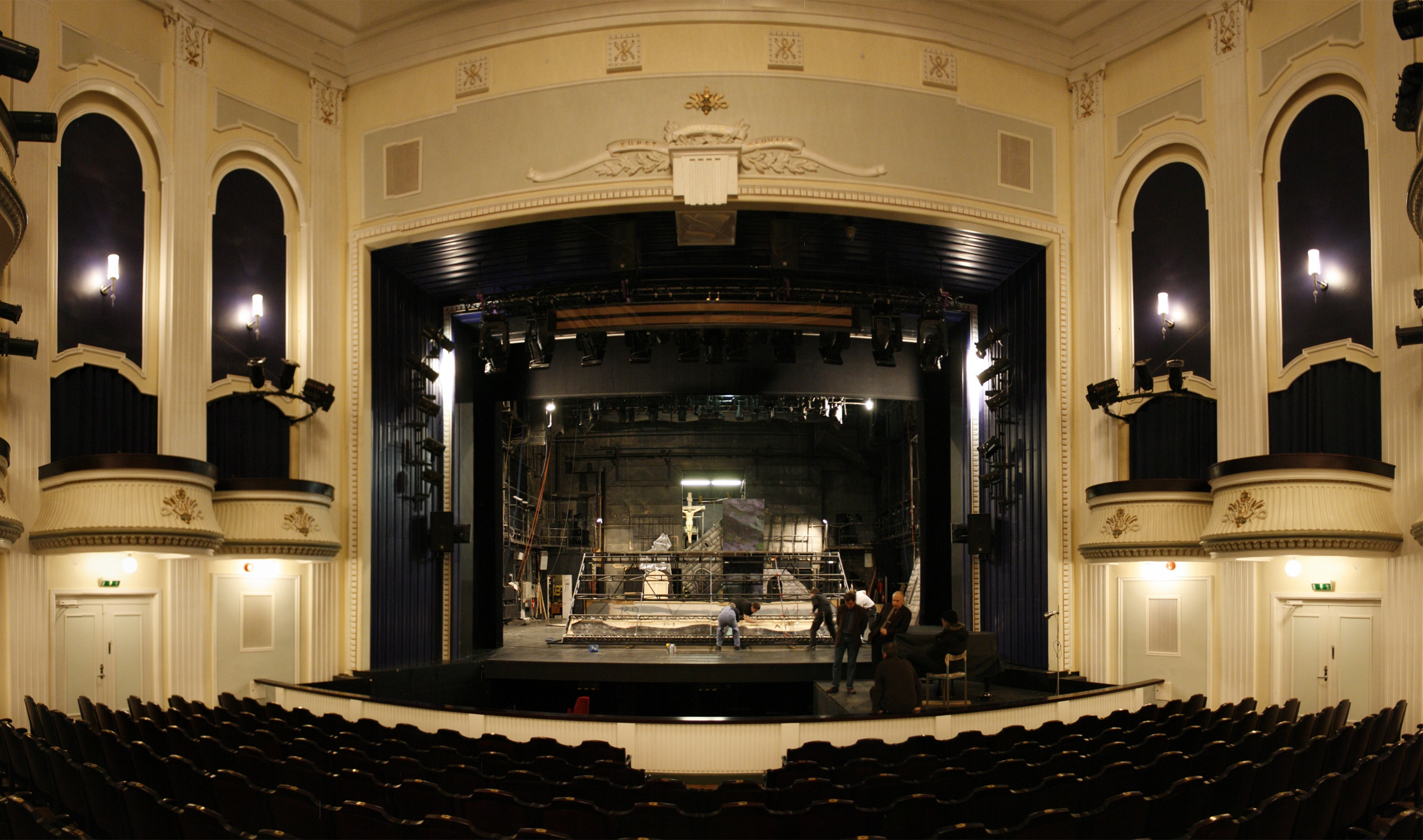
Estoniateaterns stora scen.

- Paulikyrkan i Rakvere (1940, ofullbordad)
- Gymnasiet i Rakvere (1935–1938)
- Tapa skola (1936–1939)
- Annexbyggnaden till Kadriorgs slott i Tallinn, idag officiellt residens för Estlands president (med Olev Siinmaa, 1938)
- Huvudbyggnaden för Tallinns pedagogiska universitet (med Erika Nõva, 1938–1940)
- Bankbyggnad i Pärnu (med Anton Soans, 1939–40)
- Estlands hemvärns byggnad i Tartu (med Elmar Lohk, 1940)
- Återuppbyggnaden av teater- och konsertsalen i Estoniateatern i Tallinn (med Edgar Johan Kuusik, 1945–1950)
- Byggnaden för Estniska SSR:s konststiftelse, vid Frihetsplatsen i Tallinn (1949–53)
- Sångarfältet i Tallinn i stadsdelen Kadriorg (med Henno Sepmann och Endel Paalmann, 1958–60)

Kotli designade även många bostadshus, möbler och minnesmärken. 
Kotli var under mellankrigstiden starkt influerad av funktionalismen, men hans plan för annexet till Kadriorgs slott (dagens presidentresidens) visar tydligt inflytande av historicism. Efter sovjetockupationen av Estland kom han under 1950-talet och 1960-talet att mer och mer röra sig mot en brutalistisk stil.